# Gran Premio de Abu Dabi de 2021
El Gran Premio de Abu Dabi de 2021 (oficialmente Formula 1 Etihad Airways Abu Dhabi Grand Prix 2021) fue la vigesimosegunda carrera de la temporada 2021 de Fórmula 1. Se disputó los días 10, 11 y 12 de diciembre en el circuito Yas Marina, en Isla de Yas (Abu Dabi). La competición, programada a 58 vueltas, era la última de dicho campeonato y decidía el título de Campeón de Pilotos, pues tanto Lewis Hamilton como Max Verstappen llegaron al inicio de la carrera empatados a puntos.
Después de tomar la delantera en la curva uno de la primera vuelta, Hamilton lideró la mayor parte de la prueba y parecía encaminado a ganar el que habría sido su octavo Campeonato Mundial de Pilotos; sin embargo, tras un accidente de Nicholas Latifi en la vuelta 53 y un polémico reinicio con el coche de seguridad, Verstappen se adjudicó el triunfo. Con este resultado, logró su primer título mundial y se convirtió en el primer neerlandés en conseguirlo. Para Red Bull, fue su primer Campeonato de Pilotos desde el 2013 y, para Mercedes, su octavo título consecutivo en el Campeonato de Constructores.
Sin embargo, el controvertido desenlace del Gran Premio suscitó fuertes críticas por parte de pilotos activos y retirados, directores de equipo y prensa especializada dirigidas a la dirección de carrera. A raíz de estas, la FIA emprendería una investigación sobre la carrera a resultas de la cual se decidió relevar a Michael Masi como director de carrera e introducir algunas enmiendas a las reglas del coche de seguridad.
En marzo de 2022, el organismo publicó su informe oficial sobre la controversia, donde admitió que un «error humano» hizo que no todos los monoplazas pudieran adelantar al coche de seguridad. No obstante, la FIA declaró que Masi «actuó de buena fe» y confirmó el resultado del campeonato de 2021, luego de que la escudería Mercedes protestara a los comisarios y solicitara modificar la clasificación final. Un mes después, en el Gran Premio de Australia, la FIA prohibió expresamente a los pilotos realizar maniobras como las que venía practicando Verstappen las tres últimas carreras, con aceleraciones bruscas y movimientos erráticos antes del relanzamiento de la carrera tras un período de coche de seguridad.

## Antecedentes
La carrera estaba originalmente prevista para el 5 de diciembre, pero se reprogramó tras el aplazamiento del Gran Premio de Australia debido a la pandemia de COVID-19. Su fecha original se cubrió con el Gran Premio de Arabia Saudita, y la carrera de Australia fue finalmente cancelada y reemplazada por el Gran Premio de Catar.

### Reurbanización del circuito
El 6 de diciembre de 2021, se realizaron diferentes remodelaciones en el circuito Yas Marina que redujo su recorrido y, por consiguiente, menguó el tiempo por vuelta, las velocidades máximas y las oportunidades de adelantamiento. Además, eliminaron la chicane y ampliaron la curva siete, mientras que las once, doce, trece y catorce fueron sustituidas por una más larga con peralte; por último, aumentó el radio de las curvas diecisiete, dieciocho, diecinueve y veinte para hacer más rápida la vuelta. Con estas modificaciones, el trazado disminuyó en 273 metros respecto de su diseño original y las vueltas de giro incrementaron de las 55 habituales a 58.
Los operadores de la pista afirmaron que el ensanchamiento de la curva diecisiete mejoraría las oportunidades de adelantamiento, mientras que los cambios en la veinte permitirían a los conductores hacerla a fondo y reducir distancias con otros competidores.

### Participantes
Los pilotos y equipos eran los mismos que los de la lista de inscritos de la temporada, y no hubo suplentes adicionales. En la primera sesión de entrenamientos libres, el británico Jack Aitken manejó el Williams FW43B, en reemplazo de George Russell. Nikita Mazepin no pudo participar porque el resultado de su test dio positivo de COVID-19. Asimismo, el equipo Haas F1 no logró cubrirlo, pues el piloto reserva Pietro Fittipaldi no asistió en alguna sesión o clasificación previo a la carrera.

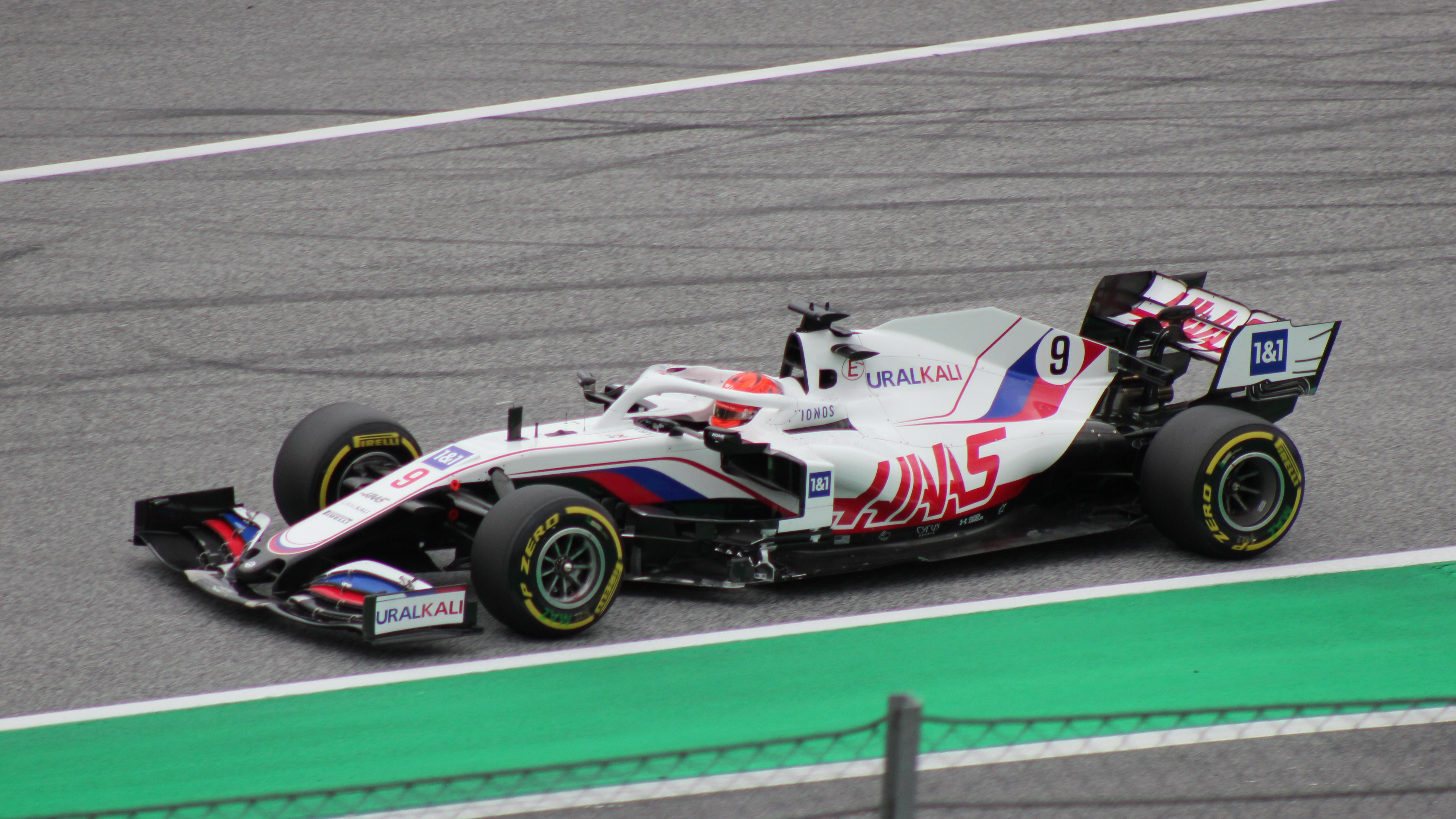
Mazepin no pudo disputar la carrera al dar positivo a la prueba de COVID-19.

El Gran Premio marcó el retiro en la Fórmula 1 de Kimi Räikkönen, campeón del mundo en 2007, mientras que Antonio Giovinazzi dejó la competencia, para disputar en la Fórmula E a partir de 2022. El contrato de Mazepin fue rescindido —junto con la cancelación del patrocinio principal de Uralkali— debido a la invasión rusa de Ucrania. Además fueron las últimas carreras de Russell y Valtteri Bottas en las escuderías Williams Racing y Mercedes. El piloto finlandés firmó con Alfa Romeo para la siguiente temporada, mientras que el británico hizo lo mismo con Mercedes.

### Clasificación del campeonato antes de la carrera
Tanto Max Verstappen como Lewis Hamilton llegaron a la última prueba del campeonato empatados, con 369,5 puntos cada uno; era la segunda vez que se daba esta situación desde la temporada de 1974, y la segunda vez en la historia del deporte automovilístico. El título de pilotos se decidió en la ronda final por trigésima vez, y la primera desde 2016. El piloto que obtuviera más puntos ganaría el campeonato; si ambos volvían a empatar, Verstappen se adjudicaría el título, pues tenía más triunfos en la temporada (nueve frente a ocho de Hamilton) antes de esta prueba. En la disputa por el campeonato de constructores, Mercedes lideró la clasificación con 587,5 puntos, 28 por delante de Red Bull, que sumaba 559,5, con 44 aún disponibles; fue la primera vez desde 2008 que dicho trofeo se decidía en la última ronda de la temporada. En el tercer lugar, Ferrari mantuvo una ligera ventaja frente a McLaren, con un margen de 38,5 puntos en la clasificación.
Las duras batallas que se venían librando a lo largo de la temporada como lo sucedido en Gran Bretaña, donde Hamilton ocasionaría un choque contra Verstappen que causaría su abandono, y la de Italia, cuando el neerlandés replicaría la acción, desatando una colisión en la que ambos quedaron fuera de la pista; hizo que se suscitaran preocupaciones en la organización ante la posibilidad de que uno de los pilotos pudiera provocar deliberadamente un incidente de carrera para llevarse el trofeo. Así había sucedido en varias ocasiones en la historia de la competición, como en el campeonato de 1989 entre los compañeros de equipo de McLaren, Ayrton Senna y Alain Prost; o en la temporada siguiente, en el Gran Premio de Japón de ese año, en la que era la revancha en 1990, con Prost ahora en Ferrari, que acabó en otra colisión contra Senna en la carrera de Suzuka; o en Australia en 1994, cuando Michael Schumacher colisionó con Damon Hill. Para disuadir a los competidores, el director de carrera, Michael Masi, advirtió de que Verstappen o Hamilton podrían incurrir en duras sanciones por parte de la FIA, como la retirada en los puntos o su descalificación, si uno de ellos efectuaba alguna maniobra ilegal.

## Neumáticos
El fabricante de neumáticos Pirelli, único suministrador de estos componentes de la Fórmula 1 desde 2011, decidió llevar a Yas Marina la gama que sus ingenieros estimaban más idónea considerando las condiciones meteorológicas previstas, sin humedad en el ambiente ni en el asfalto: todos los equipos montarían durante la carrera alguna de las especificaciones identificadas como C3, C4 y C5.
| Nombre del compuesto | Color | Color | Banda de rodadura        | Ambiente | Adherencia | Desgaste | Requerido |
| -------------------- | ----- | ----- | ------------------------ | -------- | ---------- | -------- | --------- |
| Duro C3              | H     |       | Lisa («slicks») (P Zero) | Seco     | Discreta   | Bajo     | Sí        |
| Medio C4             | M     |       | Lisa («slicks») (P Zero) | Seco     | Media      | Medio    | Sí        |
| Blando C5            | S     |       | Lisa («slicks») (P Zero) | Seco     | Óptima     | Elevado  | No        |

| Nomenclatura de compuestos | Nomenclatura de compuestos | Nomenclatura de compuestos | Nomenclatura de compuestos | Nomenclatura de compuestos | Nomenclatura de compuestos | Nomenclatura de compuestos | Nomenclatura de compuestos | Nomenclatura de compuestos | Nomenclatura de compuestos | Nomenclatura de compuestos |
| Estado                     | Duros                      | Duros                      | Medios                     | Medios                     | Blandos                    | Blandos                    | Intermedios                | Intermedios                | De lluvia                  | De lluvia                  |
| -------------------------- | -------------------------- | -------------------------- | -------------------------- | -------------------------- | -------------------------- | -------------------------- | -------------------------- | -------------------------- | -------------------------- | -------------------------- |
| Nuevo                      | H                          |                            | M                          |                            | S                          |                            | I                          |                            | W                          |                            |
| Usado                      | H                          |                            | M                          |                            | S                          |                            | I                          |                            | W                          |                            |

## Práctica
A lo largo del fin de semana se organizaron tres sesiones de entrenamientos. La primera se realizó a las 13:30, hora local (UTC+04:00), del viernes 10 de diciembre; la segunda a las 17:00 horas, y la tercera a las 14:00 horas del sábado 11 de diciembre. La primera práctica trascurrió sin incidentes, Verstappen marcó con el compuesto blando la mejor vuelta con un registro de 1:25.009 minutos, seguido por Bottas y Hamilton en el segundo y tercer lugar respectivamente.
En la segunda sesión, Hamilton lideró la jornada siendo el más rápido con 0,3 segundos detrás del segundo piloto con mejor tiempo, Esteban Ocon. La práctica vespertina tuvo varios percances, el primero fue de Bottas, luego de que este golpeara levemente contra el guardarraíl con la rueda trasera derecha; el incidente no dañó notoriamente su coche, por lo que continuó sin mayores problemas. Posteriormente Latifi impactó a baja velocidad contra las barreras TecPro de la curva trece, el choque ocasionó que se rompiera el alerón trasero, siendo reparado. En la parte final, Räikkönen sufrió un accidente al impactar contra el muro en la curva catorce, lo que propició una bandera roja y el final de la sesión.
En la última sesión de entrenamientos, Hamilton se llevó el mejor tiempo del fin de semana con el neumático blando, sacando siete décimas al compuesto medio de Verstappen. Red Bull aprovechó para cambiar el alerón trasero de su primer piloto, que ha utilizado inicialmente unos reglajes de menor carga aerodinámica para ganar velocidad en las rectas; Verstappen cerró con el segundo mejor tiempo. Por su lado, Bottas ocupó el tercer lugar en la tabla.

### Primeros libres
Resultados
| Pos. | N.º | Piloto          | Equipo/Motor     | Mejor tiempo | Diferencia | Compuesto | Vueltas |
| ---- | --- | --------------- | ---------------- | ------------ | ---------- | --------- | ------- |
| 1    | 33  | Max Verstappen  | Red Bull-Honda   | 1:25,009     | —          | S         | 23      |
| 2    | 77  | Valtteri Bottas | Mercedes         | 1:25,205     | +0,196     | S         | 27      |
| 3    | 44  | Lewis Hamilton  | Mercedes         | 1:25,355     | +0,346     | S         | 25      |
| 4    | 11  | Sergio Pérez    | Red Bull-Honda   | 1:25,363     | +0,354     | S         | 24      |
| 5    | 22  | Yuki Tsunoda    | AlphaTauri-Honda | 1:25,378     | +0,369     | S         | 23      |

Fuente: Formula One.

### Segundos libres
Resultados
| Pos. | N.º | Piloto          | Equipo/Motor   | Mejor tiempo | Diferencia | Compuesto | Vueltas |
| ---- | --- | --------------- | -------------- | ------------ | ---------- | --------- | ------- |
| 1    | 44  | Lewis Hamilton  | Mercedes       | 1:23,691     | —          | S         | 26      |
| 2    | 31  | Esteban Ocon    | Alpine-Renault | 1:24,034     | +0,343     | S         | 29      |
| 3    | 77  | Valtteri Bottas | Mercedes       | 1:24,083     | +0,392     | S         | 29      |
| 4    | 33  | Max Verstappen  | Red Bull-Honda | 1:24,332     | +0,641     | S         | 25      |
| 5    | 11  | Sergio Pérez    | Red Bull-Honda | 1:24,400     | +0,709     | S         | 26      |

Fuente: Formula One.

### Terceros libres
Resultados
| Pos. | N.º | Piloto          | Equipo/Motor     | Mejor tiempo | Diferencia | Compuesto | Vueltas |
| ---- | --- | --------------- | ---------------- | ------------ | ---------- | --------- | ------- |
| 1    | 44  | Lewis Hamilton  | Mercedes         | 1:23,274     | —          | S         | 23      |
| 2    | 33  | Max Verstappen  | Red Bull-Honda   | 1:23,488     | +0,214     | S         | 23      |
| 3    | 77  | Valtteri Bottas | Mercedes         | 1:24,025     | +0,751     | S         | 21      |
| 4    | 11  | Sergio Pérez    | Red Bull-Honda   | 1:24,047     | +0,773     | S         | 21      |
| 5    | 4   | Lando Norris    | McLaren-Mercedes | 1:24,106     | +0,832     | S         | 17      |

Fuente: Formula One.

## Clasificación
La clasificación comenzó a las 17:00, hora local, del sábado 11 de diciembre. La primera sesión se suspendió brevemente para retirar un bolardo que había quedado en la pista tras un error de Mick Schumacher y que Norris, que iba detrás del alemán, no pudo esquivar. En la primera jornada los pilotos de Mercedes, Hamilton y Bottas, registraron los tiempos más rápidos. En la segunda ronda, las vueltas rápidas iniciales con neumáticos de compuesto medio le dieron a Hamilton una ventaja de cuatro milisegundos sobre Verstappen. Luego de hacer un bloqueo, el neerlandés se dirigió a los boxes para cambiar los neumáticos medios por unos blandos. Con esto, le permitió mejorar los tiempos y escalar al primer lugar en la tabla. En tanto, su compañero de equipo Sergio Pérez, se posicionó en segundo, y Hamilton en tercero. En la última sesión de clasificatoria, Verstappen marcó el punto de referencia inicial, ayudado en parte por un rebufo de Pérez que, según sus palabras, le valió alrededor de 0,1 segundos. Por su parte, Hamilton buscó arrebatarle el liderato, a pesar de mostrar mejoría en los tiempos, no le alcanzó, por lo que Verstappen se llevó la primera posición (pole position) para comenzar la carrera; Hamilton y Norris ocuparon el segundo y tercer lugar, respectivamente.

### Resultados
| Pos. | N.º | Piloto             | Equipo/Motor          | Parte 1  | Parte 2  | Parte 3  | Parrilla |
| ---- | --- | ------------------ | --------------------- | -------- | -------- | -------- | -------- |
| 1    | 33  | Max Verstappen     | Red Bull-Honda        | 1:23,322 | 1:22,800 | 1:22,109 | 1        |
| 2    | 44  | Lewis Hamilton     | Mercedes              | 1:22,845 | 1:23,145 | 1:22,480 | 2        |
| 3    | 4   | Lando Norris       | McLaren-Mercedes      | 1:23,553 | 1:23,256 | 1:22,931 | 3        |
| 4    | 11  | Sergio Pérez       | Red Bull-Honda        | 1:23,350 | 1:23,135 | 1:22,947 | 4        |
| 5    | 55  | Carlos Sainz Jr.   | Ferrari               | 1:23,624 | 1:23,174 | 1:22,992 | 5        |
| 6    | 77  | Valtteri Bottas    | Mercedes              | 1:23,117 | 1:23,246 | 1:23,036 | 6        |
| 7    | 16  | Charles Leclerc    | Ferrari               | 1:23,467 | 1:23,202 | 1:23,122 | 7        |
| 8    | 22  | Yuki Tsunoda       | AlphaTauri-Honda      | 1:23,428 | 1:23,404 | 1:23,220 | 8        |
| 9    | 31  | Esteban Ocon       | Alpine-Renault        | 1:23,764 | 1:23,420 | 1:23,389 | 9        |
| 10   | 3   | Daniel Ricciardo   | McLaren-Mercedes      | 1:23,829 | 1:23,448 | 1:23,409 | 10       |
| 11   | 14  | Fernando Alonso    | Alpine-Renault        | 1:23,846 | 1:23,460 |          | 11       |
| 12   | 10  | Pierre Gasly       | AlphaTauri-Honda      | 1:23,489 | 1:24,043 |          | 12       |
| 13   | 18  | Lance Stroll       | Aston Martin-Mercedes | 1:24,061 | 1:24,066 |          | 13       |
| 14   | 99  | Antonio Giovinazzi | Alfa Romeo-Ferrari    | 1:24,118 | 1:24,251 |          | 14       |
| 15   | 5   | Sebastian Vettel   | Aston Martin-Mercedes | 1:24,225 | 1:24,305 |          | 15       |
| 16   | 6   | Nicholas Latifi    | Williams-Mercedes     | 1:24,338 |          |          | 16       |
| 17   | 63  | George Russell     | Williams-Mercedes     | 1:24,423 |          |          | 17       |
| 18   | 7   | Kimi Räikkönen     | Alfa Romeo-Ferrari    | 1:24,779 |          |          | 18       |
| 19   | 47  | Mick Schumacher    | Haas-Ferrari          | 1:24,906 |          |          | 19       |
| 20   | 9   | Nikita Mazepin     | Haas-Ferrari          | 1:25,685 |          |          | 20       |

Fuente: Formula One.

## Carrera
La carrera comenzó a las 17:00, hora local, del domingo 12 de diciembre. Hamilton inmediatamente tomó la delantera de manos de Verstappen en el inicio de la carrera, lo que causó que el neerlandés intentara recuperar su posición en la chicane de la curva seis, pero con el trayecto rápido y una posterior frenada, casi provocó un contacto con el coche Mercedes. Hamilton se salió de la pista y se reincorporó con una ventaja mayor. Ante esto, Verstappen pidió, a través de la radio de equipo, que el británico le regresara la posición principal. El director deportivo de Red Bull, Jonathan Wheatley, se contactó con el director de carrera, Michael Masi, para discutir el caso, pero le dijo que no era necesaria una investigación y que Hamilton en realidad cedió el terreno que había ganado antes, respuesta que no fue del agrado del equipo de Verstappen. Hamilton utilizó la durabilidad de sus neumáticos de compuesto medio para ampliar aún más la ventaja sobre el neerlandés, cuyos neumáticos de compuesto blando sufrían una mayor degradación.
Verstappen hizo su parada al final de la vuelta trece y Hamilton hizo lo mismo en la siguiente vuelta, ambos optaron por un juego de neumáticos más duros. Mientras ambos estaban en los boxes, Pérez pasó a la primera posición, a lo que Red Bull aprovechó para informarle que su estrategia era retrasar a Hamilton y así su compañero de equipo lo alcanzara. Hamilton se pudo acercar a Pérez en la vuelta veinte, y tras un intensa defensa del piloto mexicano, le permitió a Verstappen reducir significativamente la brecha de unos once segundos después de los boxes a 1,3. A pesar de esto, Verstappen no pudo aprovecharlo, y el ritmo superior de su rival extendió la brecha a cuatro segundos a mitad de carrera.
En la vuelta 26, Räikkönen de Alfa Romeo chocó con las barreras en la curva seis, lo que provocó su abandono debido a problemas con los frenos; este incidente supuso el fin de su carrera como piloto en la Fórmula 1. En la misma vuelta, Russell se retiró debido a problemas con la caja de cambios. En la vuelta 35, Giovinazzi tuvo el mismo problema, luego que su coche se detuviera en la pista, lo que derivó en la salida por un breve período del auto de seguridad. Red Bull aprovechó la oportunidad para cambiarle un nuevo juego de neumáticos de compuesto duro a Verstappen sin perder posición; Mercedes, que no quiso ceder su posición en la pista, ordenó a Hamilton que se mantuviera en el circuito. Esta ventaja de neumáticos más frescos, ayudó a Verstappen a reducir considerablemente el déficit después de la parada de diecisiete segundos a once, aunque el ritmo seguía siendo insuficiente para mantenerse cerca de Hamilton antes del cierre de carrera.
En la vuelta 53 el coche de seguridad salió a la pista después de que Nicholas Latifi, que luchaba por la posición con Mick Schumacher de Haas, tuviera un accidente en la curva catorce. Latifi explicó que tenía «neumáticos sucios» después de salirse de la carretera en la curva nueve: «Estábamos realmente luchando por el agarre en la siguiente secuencia de curvas, y especialmente donde terminé saliéndome [...] Obviamente nunca fue mi intención influir en eso sin darme cuenta, pero cometí un error y arruiné mi propia carrera». Verstappen utilizó esta pausa para ir a boxes y cambiar los neumáticos duros a blandos después de que Mercedes optara por mantener a Hamilton en la pista. Luego de salir de boxes, el neerlandés mantuvo el segundo lugar, pero con cinco coches con vueltas entre él y Hamilton. La instrucción inicial del director de carrera es que los coches atrasados, no podrían adelantar al auto de seguridad y volver a unirse al final del grupo. Esto significa que, si la carrera se reinicia durante una vuelta, Verstappen tendría que haber adelantado a los rezagados (Norris, Alonso, Ocon, Leclerc y Vettel) antes incluso de llegar a Hamilton en la pista.
El director de Red Bull, Christian Horner, se quejó con Masi sobre esta medida, y le comunicó que se debería permitir adelantar al coche de seguridad, y así abrir la posibilidad de una batalla rueda a rueda en la última vuelta de carrera. Para la vuelta 57, Masi dio la orden para que los coches rezagados adelantaran al auto de seguridad. Esta decisión fue cuestionada por parte del director de Mercedes, Toto Wolff.
Después de que Vettel pasara el coche de seguridad para unirse a la vuelta del líder, el control de carrera anunció que este mismo entraría a boxes al final de la vuelta para permitir un último giro con bandera verde. En la última vuelta, Verstappen aprovechó sus neumáticos blandos para adelantar a Hamilton en la curva cinco y tomar la delantera de la prueba. Hamilton intentó, sin éxito, arrebatarle el liderato; en las últimas curvas retrocedió al no tener posibilidad de remontar la primera posición. Verstappen llegó al final y logró conseguir su primer Campeonato Mundial de Pilotos, con Hamilton en segundo lugar y el piloto de Ferrari Carlos Sainz Jr. en tercero.

### Resultados
| Pos. | N.º | Piloto             | Equipo/Motor          | Vueltas | Tiempo/Retirado | Parrilla | Puntos |
| ---- | --- | ------------------ | --------------------- | ------- | --------------- | -------- | ------ |
| 1    | 33  | Max Verstappen     | Red Bull-Honda        | 58      | 1:30:17,345     | 1        | 25+1   |
| 2    | 44  | Lewis Hamilton     | Mercedes              | 58      | +2,256          | 2        | 18     |
| 3    | 55  | Carlos Sainz Jr.   | Ferrari               | 58      | +5,173          | 5        | 15     |
| 4    | 22  | Yuki Tsunoda       | AlphaTauri-Honda      | 58      | +5,692          | 8        | 12     |
| 5    | 10  | Pierre Gasly       | AlphaTauri-Honda      | 58      | +6,531          | 12       | 10     |
| 6    | 77  | Valtteri Bottas    | Mercedes              | 58      | +7,463          | 6        | 8      |
| 7    | 4   | Lando Norris       | McLaren-Mercedes      | 58      | +59,200         | 3        | 6      |
| 8    | 14  | Fernando Alonso    | Alpine-Renault        | 58      | +1:01,708       | 11       | 4      |
| 9    | 31  | Esteban Ocon       | Alpine-Renault        | 58      | +1:04,026       | 9        | 2      |
| 10   | 16  | Charles Leclerc    | Ferrari               | 58      | +1:06,057       | 7        | 1      |
| 11   | 5   | Sebastian Vettel   | Aston Martin-Mercedes | 58      | +1:07,527       | 15       |        |
| 12   | 3   | Daniel Ricciardo   | McLaren-Mercedes      | 57      | +1 vuelta       | 10       |        |
| 13   | 18  | Lance Stroll       | Aston Martin-Mercedes | 57      | +1 vuelta       | 13       |        |
| 14   | 47  | Mick Schumacher    | Haas-Ferrari          | 57      | +1 vuelta       | 19       |        |
| 15   | 11  | Sergio Pérez       | Red Bull-Honda        | 55      | +3 vueltas      | 4        |        |
| Ret  | 6   | Nicholas Latifi    | Williams-Mercedes     | 54      | Colisión        | 16       |        |
| Ret  | 99  | Antonio Giovinazzi | Alfa Romeo-Ferrari    | 35      | Caja de cambios | 14       |        |
| Ret  | 63  | George Russell     | Williams-Mercedes     | 28      | Caja de cambios | 17       |        |
| Ret  | 7   | Kimi Räikkönen     | Alfa Romeo-Ferrari    | 27      | Frenos          | 18       |        |
| WD   | 9   | Nikita Mazepin     | Haas-Ferrari          | 0       | Retirado*       | 20       |        |

Fuente: Formula One.

### Clasificación tras la carrera
| Pos.             | Piloto           | Puntos | Cambios     |
| ---------------- | ---------------- | ------ | ----------- |
| 1                | Max Verstappen   | 395,5  | Sin cambios |
| 2                | Lewis Hamilton   | 387,5  | Sin cambios |
| 3                | Valtteri Bottas  | 226    | Sin cambios |
| 4                | Sergio Pérez     | 190    | Sin cambios |
| 5                | Carlos Sainz Jr. | 164,5  | Crecimiento |
| Fuente: STATS F1 |                  |        |             |

| Pos.             | Constructor      | Puntos | Cambios     |
| ---------------- | ---------------- | ------ | ----------- |
| 1                | Mercedes         | 613,5  | Sin cambios |
| 2                | Red Bull-Honda   | 585,5  | Sin cambios |
| 3                | Ferrari          | 323,5  | Sin cambios |
| 4                | McLaren-Mercedes | 275    | Sin cambios |
| 5                | Alpine-Renault   | 155    | Sin cambios |
| Fuente: STATS F1 |                  |        |             |

## Controversia sobre el coche de seguridad
Michael Masi fue cuestionado sobre el procedimiento del coche de seguridad durante el tramo del giro 53. En la penúltima vuelta, en la que lideraba Hamilton, Masi permitió que solo los autos rezagados que estaban entre los contendientes al campeonato, se pudieran adelantar antes del reinicio de la prueba. La carrera se reanudó en la misma vuelta y el coche de seguridad no pudo realizar el giro adicional obligatorio después. Una vez que el auto de seguridad salió de la pista y los coches entre las posiciones uno y dos lograron avanzar, Verstappen superó a Hamilton para asegurarse la victoria y su primer campeonato de pilotos.

### Protestas de Mercedes
Finalizada la carrera, Mercedes emitió una reclamación en la que alegaba que Verstappen había superado a Hamilton mientras el coche de seguridad estaba en la pista, y que Masi vulneró el procedimiento de reinicio. Además, la escudería señaló que el reglamento fijaba la reanudación en la vuelta siguiente, lo que supondría la victoria de Hamilton. Si bien la primera queja fue desestimada porque Verstappen no estaba por delante al final del período del coche de seguridad, la segunda demanda fue la más polémica. Mercedes argumentó que, si se emite un mensaje para que los autos rezagados adelanten según el artículo 48.12, entonces todos estos coches deben recuperar la vuelta, y el auto de seguridad tiene que esperar hasta el final del siguiente giro para regresar a los boxes. Según el equipo, de haberse cumplido la regla, Hamilton habría ganado la carrera y, por tanto, el campeonato, de modo que Mercedes solicitó que se modificara la clasificación como tal. Por su parte, Red Bull argumentó que, en virtud del artículo 48.12, «cualquier automóvil», no «todos los automóviles», debía adelantar; el apartado 48.13, que regula la retirada del coche de seguridad, anula el artículo anterior, mientras que el artículo 15.3 otorga al director de carrera «autoridad suprema» sobre tal decisión. El resultado de la carrera no habría cambiado si todos los coches «se les hubiera permitido recuperar la vuelta». Masi argumentó que la finalidad del artículo 48.12 era eliminar los autos que «interferían» con los pilotos líderes, además de que todos los equipos acordaron en principio que todas las carreras debían terminar en buenas condiciones.

El director de carrera tendrá autoridad suprema en las siguientes materias y el director de carrera podrá dar órdenes al respecto solo con su acuerdo expreso: [...] «e) Uso del coche de seguridad».

Si el director de carrera considera que es seguro hacerlo, y ya se ha enviado a todos los pilotos a través del sistema de mensajería oficial el mensaje «Los coches doblados pueden ahora adelantar», todos los coches que hayan sido doblados por el líder podrán desdoblarse y adelantar al líder y al coche de seguridad.

Después de adelantar a los coches de la vuelta líder y al coche de seguridad, estos coches deberán circular por la pista a una velocidad adecuada, sin adelantar, y hacer todo lo posible para ocupar su posición detrás de la fila de coches y del coche de seguridad. Durante el adelantamiento, y para garantizar una realización segura, los coches en la vuelta de cabeza deberán permanecer siempre en la trazada, salvo que sea inevitable desviarse de ella.

Cuando el director de carrera decida que es seguro retirar el coche de seguridad, se enviará a todos los competidores a través del sistema de mensajería oficial el mensaje «Coche de seguridad en esta vuelta», y las luces naranjas del coche se apagarán. Esta será la señal para los competidores y conductores de que ingresarán al pit lane al final de esa vuelta.

—Artículos 15.3, 55.13 y 48.13 de la Fórmula 1.
Los comisarios desestimaron la protesta; invocando el artículo 48.13 y, particularmente, el 15.3 —que estipula que el director de carrera tiene la «autoridad suprema» para, en caso necesario, modificar cualquier norma relativa al procedimiento del coche de seguridad—, resolvieron que no podían declarar a Hamilton ganador por el hecho de haber liderado la vuelta 57 porque ello supondría acortar «retrospectivamente la carrera». El rechazo de las alegaciones por parte de las instancias implicadas equivalía a proclamar a Verstappen campeón de la temporada 2021.
El equipo Mercedes consideró recurrir al Tribunal Internacional de Apelación de la FIA por las posibles violaciones del artículo 15 del Código Deportivo Internacional y del artículo 10 del Código Judicial y Disciplinario de la FIA; una vez concluida la carrera, disponían de 72 horas para decidir si llevaban la reclamación más lejos; antes de finalizar el plazo confirmó su intención de recurrir la sentencia. En su decisión pesó el compromiso de la FIA de que llevar a cabo un «análisis detallado» del incidente y de admitir que la controversia estaba «empañando la imagen» del deporte, el equipo desistió de seguir adelante apelación.
A pesar de desisitir de sus reclamaciones, Wolff continuó con sus críticas sobre la forma en que Masi había dirigido la carrera; en particular, aludía a la diferencia de criterios, radicalmente opuestos, entre la decisión adoptada este 2021 y la tomada catorce meses antes en el Gran Premio de Eifel de 2020: en Nürburgring, el director de carrera había justificado la prolongada presencia del coche de seguridad en la pista por la exigencia del reglamento de que todos los coches con vuelta perdida debían desdoblarse por sí mismos; sin embargo, ahora, en Yas Marina, «de los ocho pilotos doblados —recriminaba Wolff—, solo cinco recibieron la orden, justo los que estaban entre Hamilton y Verstappen». El enfado en el garaje de Mercedes fue tal que ni Lewis Hamilton ni Toto Wolff acudieron a la ceremonia de entrega de premios, lo que exponía al piloto a una sanción económica. Además, ciertos comentarios del director ejecutivo dejaban en el aire la continuidad de su conductor principal, aunque después ambos aseguraron que seguirían en el deporte luego de un «período de reflexión» fuera de la temporada.

### Reacciones

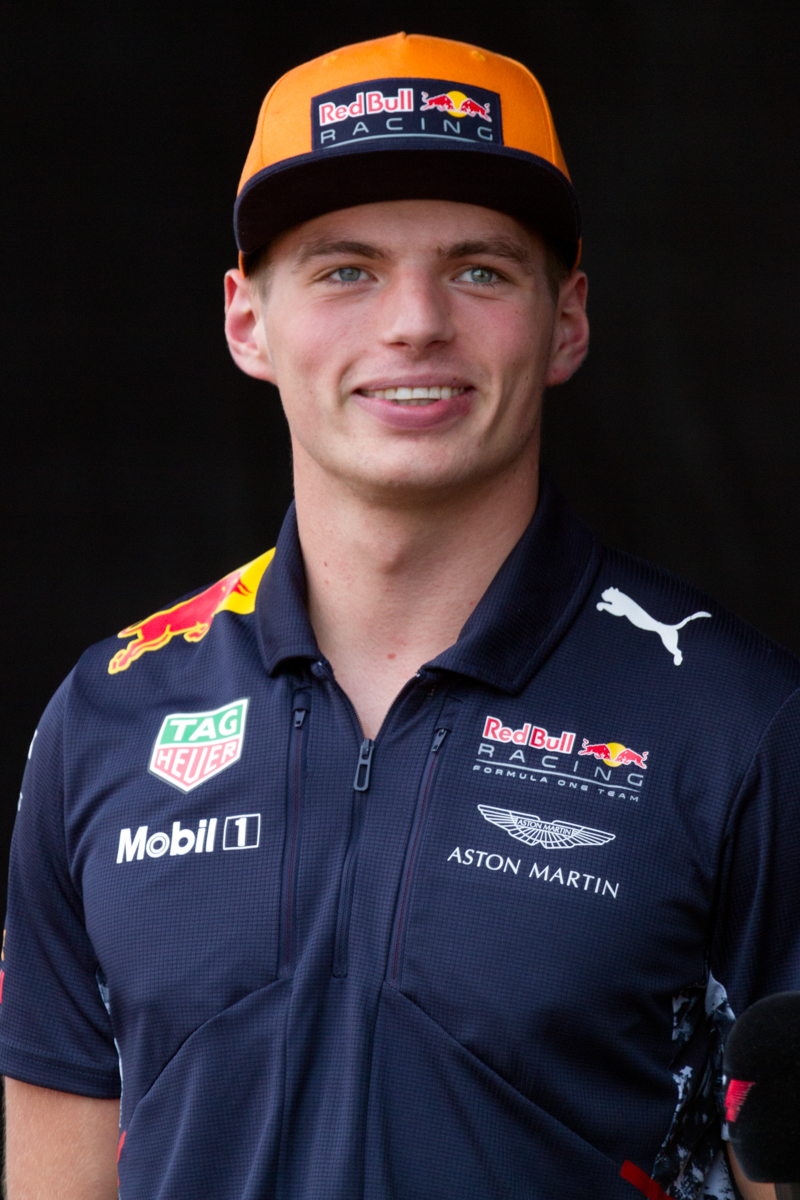
Verstappen se llevó el triunfo, y su primer título como piloto.

En la entrevista posterior a la carrera, Hamilton y su padre, Anthony, felicitaron a Verstappen por su primer título como piloto. Por otra parte, diferentes pilotos criticaron la decisión de Masi, que fue vista como una discrepancia con el procedimiento estándar del coche de seguridad. En un mensaje de radio en la última vuelta a su ingeniero sénior de carrera, Peter Bonnington, Hamilton dijo que el resultado había sido «manipulado». Russell calificó el final del Gran Premio como «inaceptable». Norris, que estaba situado al frente de los cinco coches a los que se les permitió dar el giro, dijo que la decisión de volver a competir en la última vuelta se tomó «para la televisión». Alonso, Leclerc, Ocon y Vettel, consideraron la decisión como «confusa» y «extraña». Ricciardo, que se encontraba colocado detrás de Verstappen durante el período del coche de seguridad, se vio obligado a esperar, por lo que no pudo competir también con el grupo de cinco coches. Expresó: «Teníamos a los chicos que peleaban por la parte delantera, así que tienes que despejar el camino. No sé qué ha pasado. Para nosotros fue una pena porque no teníamos una carrera porque todo estaba disperso». Stroll describió la situación de Abu Dabi como «ridícula» y pidió que la aplicación del reglamento sea inamovible.
También se quejaron expilotos campeones, como el campeón mundial de 1996, Damon Hill, quien consideró la decisión sin precedentes, y afirmó que era «una nueva forma de gestionar el deporte en la que el director de carrera puede tomar decisiones ad hoc». El excampeón mundial Nico Rosberg, señaló que Masi «no siguió las reglas» y comentó que la exigencia de Christian Horner por radio de dar «una vuelta más de carrera» había sido «inapropiada», pero simpatizó con el director de carrera: «Tiene a todo el mundo mirando y tiene que decidir en los próximos 15 segundos qué va a hacer». El analista Jordan Bianchi, de The Athletic, afirmó que la decisión de Masi fue garantizar que Netflix obtuviera «otra historia jugosa para la próxima temporada de Drive to Survive», y cuestionó su capacidad para dirigir eficazmente una carrera.
A las críticas se sumaron otros expilotos, como el sueco Stefan Johansson, que abogó por un mayor equilibrio entre el entretenimiento y el sentido común. El indio Narain Karthikeyan también cuestionó la decisión: «Fue una gran batalla por el campeonato, pero lo que pasó ayer no fue deporte. Se necesitan batallas reñidas en la Fórmula 1 [...] Lo que pasó no fue justo». El excampeón alemán de rally Walter Röhrl pidió que las carreras se decidieran en «la pista o en un proceso justo y claro que no esté influenciado por decisiones externas opacas». El expiloto neerlandés Christijan Albers también planteó la cuestión de la equidad: «Michael Masi parecía inseguro en algunas carreras del año pasado. Tomó algunas decisiones ambiguas. Pero ciertamente jugó un papel decisivo en el tramo final de la carrera [...] Todos querían que el final de temporada fuera justo». En un artículo en The Times, el periodista Matt Dickinson estuvo de acuerdo con que el proceso de arbitraje debería revisarse minuciosamente y rechazó las quejas de que la decisión podría haberse tomado con fines de entretenimiento con el argumento de que las reglas en el deporte «son inventadas y frecuentemente modificadas para hacer un deporte más entretenido, y no debemos fingir que existe una sola perspectiva de justicia, o que el deporte es una búsqueda interminable de la justicia». Andrew Benson, de la BBC, comentó que Masi había cambiado de opinión sobre el proceso; y, para aclararlo, se remontó, como había hecho unas horas antes el propio equipo Mercedes, al Gran Premio de Eifel de 2020 por el agravio comparativo que establecía respecto del de Yas Marina.

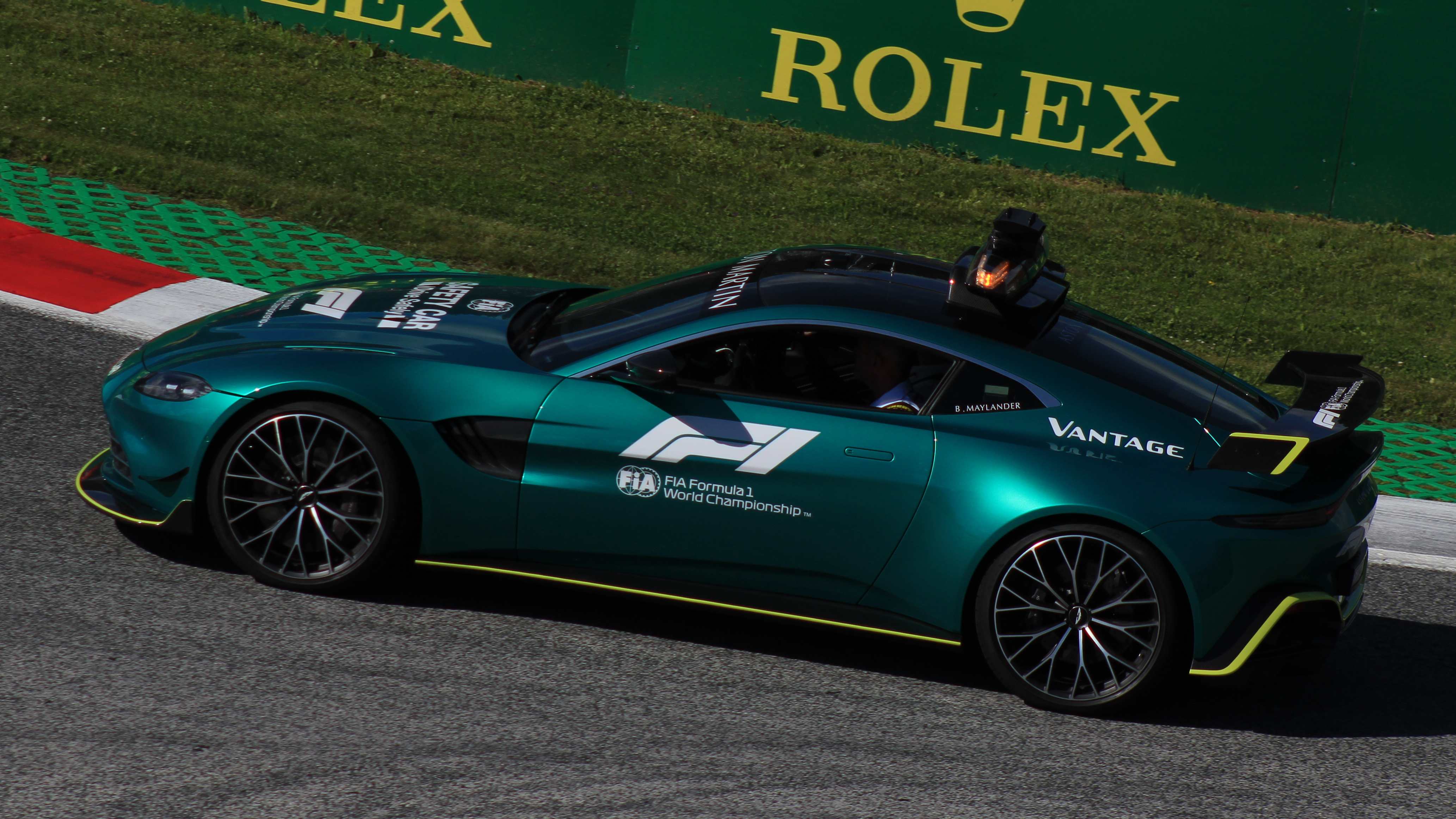
Auto de seguridad usado al final de carrera.

Varios analistas afirmaron que la decisión al final de carrera influyó directamente en los resultados del campeonato. Andrew Benson opinó en marzo de 2022 que si Masi hubiera seguido las reglas como estaba previsto en este aspecto, «la carrera no se habría reiniciado y Hamilton habría sido campeón del mundo». David Croft declaró que Hamilton habría ganado la carrera y el campeonato «si se hubieran cumplido las reglas tal como están escritas». El expiloto indio Karun Chandhok comentó que Verstappen sería el ganador del campeonato, «incluso si se hubiera seguido el procedimiento normal, si los coches rezagados hubieran pasado antes del final de la vuelta 56». El periódico neerlandés NRC Handelsblad señaló el «papel que la suerte había jugado a lo largo de la temporada», y que no era culpa de Verstappen que su victoria se hubiera «manchado de controversia».
Otros cuestionaron la presión ejercida sobre Masi para poner fin al coche de seguridad. El periódico neerlandés de Volkskrant tomó nota de la inmensa presión que se ejerce sobre un director de carrera para que tome decisiones rápidas y expresó su simpatía con Masi por ese motivo. El director del equipo Ferrari, Mattia Binotto, lo defendió de las críticas: «su trabajo era el trabajo más difícil del planeta en ese momento». El multicampeón Vettel también salió en respaldo de Masi y los comisarios, y comentó: «Todo el mundo tiene una opinión, creo que dejemos en paz a los comisarios, ya es bastante difícil. Lo ideal sería que hubiera más coherencia, pero también hay un lado humano». El director del equipo McLaren, Andreas Seidl, dijo que el «complicado» papel de Masi debía entenderse en el contexto de «una intensa batalla por el título». Horner defendió la toma de decisiones de Masi, y mencionó que Mercedes perdió la carrera debido a «errores estratégicos y no por el reinicio». El expiloto, Romain Grosjean, defendió la decisión de Masi y comentó: «Hay varias formas de verlo. Habría sido muy extraño no soltar esos autos y tener a Lewis primero y luego a Max. Y, por otro lado, para Lewis definitivamente no fue una gran decisión, pero como aficionado a la televisión, como espectador y en cuanto al deporte, creo que Michael Masi tomó la decisión correcta».
Latifi se disculpó por causar el accidente que provocó el período del coche de seguridad. Afirmó que recibió mensajes de odio y amenazas de muerte por parte de algunos fanáticos en las redes sociales. Posteriormente el piloto canadiense emitió una declaración donde condenaba los comentarios repudiables hacia su persona. Latifi recibió mensajes de apoyo por parte de Hamilton, y reveló que tuvo que contratar un equipo de seguridad para que lo acompañara en múltiples eventos después de la final de Abu Dabi. Masi también ha sido objeto de insultos en las redes sociales y amenazas de muerte hacia él.
El 11 de enero de 2022, la BBC informó que Hamilton valoraba su continuidad en el deporte en espera del resultado de la investigación de la FIA sobre los acontecimientos de la carrera, y el equipo esperaba que el organismo tomara medidas significativas tras la controversia; por ejemplo, el reemplazo de Masi como director de carrera. Según el periodista Benson, Masi «no aplicó correctamente las normas en dos sentidos diferentes» y Mercedes negó las afirmaciones de que retiraron su apelación posterior a la carrera después de que se les aseguró que Masi renunciaría o sería removido de su cargo. El periodista de la Fórmula 1 Mark Hughes dijo que el silencio de Hamilton desde la carrera «tenía ecos» de la disputa pasada de Ayrton Senna con el organismo rector después de las decisiones del campeonato en 1989 y 1990. Mitchell comentó que la situación de Abu Dabi era solo una parte de la «insatisfacción más amplia de los equipos» con la forma en que la FIA había comenzado a aplicar las regulaciones en las temporadas posteriores al nombramiento de Masi en 2019. Mientras tanto, sobre la posible retirada anticipada de Hamilton, el excampeón mundial de 1978, Mario Andretti, afirmó que el deseo de intentar ganar un octavo título sería difícil de resistir para el piloto, y auguró su permanencia en la temporada 2022. El director ejecutivo de McLaren, Zak Brown, dijo sentirse confiado en el regreso de Hamilton, pero advirtió que nadie debería dar por sentado que regresará. El excampeón mundial de 1997, Jacques Villeneuve, opinó que Hamilton permanecía en silencio porque intentaba distanciarse del jefe de Mercedes, Toto Wolff, y tal vez consideraba una carrera en la industria cinematográfica. Más adelante, Hamilton le confirmó a su equipo que continuaría para la temporada 2022.
En una entrevista publicada por la revista GQ el 2 de abril de 2024, Hamilton afirmó que lo ocurrido en Abu Dabi había sido un «robo» y manifestó: «¿Que si me lo robaron? Claro que sí. Ya conoces la historia. Pero creo que fue un momento realmente bonito, porque mi padre estaba conmigo, y eso es lo que me llevo [....] obviamente, me acerqué a felicitar a Max».

### Cambios normativos e investigación de la FIA
El 15 de diciembre de 2021, la FIA anunció que investigaría el desarrollo de la carrera con el objetivo de conocer qué sucedió y determinar si serían necesarios ajustes en el procedimiento del coche de seguridad. La revisión comenzó en enero de 2022. En la misma declaración, el organismo afirmó que los malentendidos por parte de los equipos, pilotos y aficionados habían «empañado la imagen» del campeonato de pilotos. El periodista de The Race Scott Mitchell-Malm criticó la declaración inicial de la FIA en respuesta a la controversia suscitada por su sugerencia de que los aficionados habían malinterpretado los hechos acaecidos al final del Gran Premio. El presidente de la federación, Mohammed bin Sulayem, inició una consulta con los diez equipos de Fórmula 1 sobre diversos temas, además de la carrera de Abu Dabi. El director ejecutivo de McLaren, Zak Brown, dijo en un discurso en el sitio web del equipo que esta era una oportunidad para «reformar la forma en que opera la F1». «Es obvio centrarse en los acontecimientos de Abu Dabi sucedidos al final de la temporada pasada y que son objeto de investigación por parte de la FIA; pero, en mi opinión, aquello fue un síntoma más que una causa», dijo Brown.
La BBC informó de que Mercedes había retirado su apelación contra los resultados tras llegar a un acuerdo quid pro quo con la FIA, luego de que le aseguraran el despido de Masi y de Nicholas Tombazis, director técnico de la Fórmula 1, para la temporada 2022. También adelantó que Wolff se reuniría personalmente con Sulayem para discutir el camino a seguir tras el incidente, incluido el futuro del director de carrera Masi. Se esperaba que los pilotos expresaran su descontento con el funcionamiento del coche de seguridad en Abu Dabi y las tácticas de conducción de Verstappen; Andrew Benson dijo que esto podría resultar en que la FIA se viera obligada a «adoptar una línea más dura en los estándares de conducción en el futuro». El organismo publicó posteriormente las nuevas directrices antes del comienzo de temporada, que incluían reglas más estrictas sobre el combate rueda a rueda y la imposición de límites de pista rigurosos y mejor definidos. A propósito de la controversia, el expiloto Martin Brundle afirmó: «Eliminar a Masi no resolverá las preocupaciones de credibilidad de la F1»; el también expiloto Johnny Herbert dijo que Masi había hecho «demasiado daño» a la reputación del deporte con su acción y debería ser reemplazado.
El 28 de enero de 2022, el mismo medio informó de que Masi sería reemplazado como parte de una reestructuración del sistema de arbitraje de fin de semana de carreras de la competencia, y se esperaba que los oficiales de carrera tuvieran más flexibilidad mediante ajustes en las reglas, como el despliegue del coche de seguridad y que a los equipos se les prohibiría hablar con el director de carrera sobre las decisiones de los comisarios. El sitio Sky Sports también publicó una nota similar sobre el reemplazo de Masi. Matt Beer, de The Race, señaló que algunas de las responsabilidades del director de carrera podrían reasignarse a otras personas. El secretario general de la FIA, Peter Bayer, sostuvo que el director de carrera «tenía demasiado con lo que lidiar». Bayer también dijo que Masi podría permanecer en la organización en otro puesto, incluso si fuera reemplazado como director de carrera. El 9 de febrero de 2022, la FIA agregó a sus líneas de investigación mensajes de radio nunca antes escuchados entre Masi y el director del equipo Red Bull, Jonathan Wheatley. En los mensajes, Wheatley le sugiere a Masi cómo lidiar con los autos rezagados. Tras su investigación y una reunión de la comisión de la competencia el 14 de febrero de 2022, el organismo dijo que esa misma semana revelaría un «plan de acción» para los cambios estructurales dentro de su organización.
El 17 de febrero de 2022, se reestructuró el control de carrera, con Masi destituido del cargo y con Eduardo Freitas y Niels Wittich como los nuevos encargados junto con el ex subdirector de carrera Herbie Blash como asesor permanente; asimismo, se estableció un nuevo control de carrera virtual con restricciones de comunicación entre los equipos y el director de carrera. Los mensajes por radio entre equipos y FIA ya no se emitirían en abierto durante la transmisión televisiva, para así aliviar la presión sobre los comisarios de carrera. Posteriormente, la FIA reveló cambios reglamentarios con respecto a los procedimientos del coche de seguridad que se utilizarían a partir de la temporada 2022. Según estos cambios, en lugar de esperar hasta la vuelta después de que el último coche se hubiera separado del líder, en lo sucesivo el coche de seguridad se retiraría una vuelta después de haberse dado la instrucción de que los coches rezagados podían ya separarse del líder. Tras el despido de Masi, Verstappen declaró que no le importaba si la gente sentía que su éxito en el Campeonato Mundial se había visto empañado de alguna manera con las decisiones de este.
El 19 de marzo de 2022, la FIA publicó su informe oficial sobre la controversia de Abu Dabi. El documento precisaba que el coche de seguridad no había completado una vuelta adicional antes de abandonar la pista como exigía la regla 48.12, y reconocía en primera instancia que la interpretación de ambos artículos no es una sola, sino que pueden ser varias: «Del análisis se desprende que podría haber diferentes interpretaciones del artículo 48.12 y del artículo 48.13 del reglamento, y que esto probablemente contribuyó al procedimiento aplicado». Además, señaló que no a todos los autos rezagados se les permitió recuperar la vuelta y que esto se debió a un «error humano», ya que el proceso de identificación de los autos rezagados era manual; en ese sentido, prometió que, para evitar en el futuro este tipo de errores, se implementaría la automatización de las comunicaciones por software. El informe también señaló que el Reglamento Deportivo de la Fórmula 1 de 2022 declararía explícitamente que todos los coches con vuelta perdida, no solo algunos, debían adelantar tanto a los coches que circulaban en la misma vuelta del líder como al auto de seguridad. El comunicado determinó que «el director de carrera actuó de buena fe», al tiempo que recalcó el hecho de que las intervenciones manuales generalmente «conllevan un mayor riesgo de error humano», y dictaminó que los resultados del campeonato de 2021 seguían siendo válidos. A partir del Gran Premio de Australia de 2022, la FIA conminaría a los pilotos a no acelerar bruscamente y a no trazar movimientos erráticos durante el reinicio luego de un período de coche de seguridad, unas maniobras tácticas a las que Verstappen solía recurrir hasta entonces.